# Fédération nationale des syndicats
La Fédération nationale des syndicats est une organisation syndicale française du XIXe siècle créée en 1886 à Lyon, à la suite de l'adoption de la loi Waldeck-Rousseau.
Elle donne naissance en 1895, avec la Fédération des Bourses du travail, à la Confédération générale du travail (CGT).

## La naissance de la Fédération nationale des syndicats
La fin du XIXe siècle est une période héritière des évènements de la Commune et de la loi du 12 mars 1872, qui est marquée par un mouvement syndical grandissant. Dans ce quart de siècle ( 1871 - 1895 ), le mouvement ouvrier français  doit s’adapter à une société en pleine transformation, il subit donc une véritable mutation.
C’est dans ce contexte de bouleversements, que le premier congrès national des syndicats décida de la création d’une Fédération nationale (votée par 90 voix contre 15) à Lyon, le 11 octobre 1886.

### Les éléments déclencheurs
La loi datée du 12 mars 1872, dite loi de l’internationale, permet au pouvoir de sanctionner l’existence des chambres syndicales. Force est de constater que le gouvernement, malgré les mesures prises et les répressions, ne pouvait plus efficacement combattre ces mêmes chambres.
Ainsi en 1881, M. Allain-Targé dans un rapport, estimait qu’il y avait 500 syndicats ouvriers en France avec 60 000 membres.
La loi Waldeck-Rousseau vint supprimer les derniers obstacles auxquels devaient faire face les chambres syndicale, dont les effectifs ne cessaient de croître.
Après 1884, les chambres syndicales continuent de se multiplier. La loi, même considérée comme une mesure policière et une tentative de contrôle du mouvement, favorise la syndicalisation des salariés car ces derniers n’ont plus la crainte des répressions.
Les premières fédérations nationales de métiers naissent, ce qui constitue un grand progrès dans l’organisation syndicale. Ces fédérations éprouvent rapidement un besoin d’autonomie. Elles accélèrent alors la séparation des syndicats et des groupes politiques; ces derniers étant écartés de leurs débats professionnels.
C’est dans cette perspective que les fédérations nationales de métiers décident de se fédérer.

### Congrès de Lyon: le 11 octobre 1886
C’est au congrès syndical de Lyon, le 11 octobre 1886, qu’est fondée la Fédération nationale des syndicats et des groupes corporatifs de France.
Le congrès réunit une centaine de délégués dont les principaux sont M. Dumay, Heppenheimer, Blondeau, Gruhier, Farjat, Veyssier, Delahaye, Léon Martin, Rondet, Sol, J.-B. Lavaud.
L’ordre du jour du Congrès avait été ainsi fixé:
- Projet de Fédération de tous les Syndicats ouvriers.
- Discussion de la loi sur les syndicats.
- Étude du projet Lockroy.
- Utilité d’un Conseil supérieur du travail près du ministre du Commerce et de l’Industrie.
- Heures de travail.
- Rapports du travail et du capital.

Cette fédération comprenait les fédérations régionales et locales. Chaque syndicat appartenant à la Fédération garde son autonomie d’un point de vue administratif toutefois une caisse régionale sera fondée afin de pouvoir parer aux premières nécessités, soit pour une grève reconnue inévitable, soit pour toute autre éventualité.
L’emploi des fonds ne pourra se faire que sur l’avis conforme donné par les trois quarts des syndicats, et sur un pouvoir délivré au Conseil régional.
Si la création de la Fédération nationale des syndicats se voulait être une organisation indépendante, elle se retrouve rapidement victime des « politiques » dont elle voulait se séparer. Ainsi, les guesdistes l’emportent sur les modérés et dominent la fédération jusqu’en 1894.

## L'influence guesdiste
L’action syndicale, pour les guesdistes, permet de développer un Mouvement social mais aussi de former à une conscience politique. Les syndicats guesdistes ont une forte influence dans les manifestations du premier mai pour la journée de huit heures en 1890-1891.
La grève devient le moyen de lutte ouvrière et syndicale: dès 1888-1889, avec la fin de la crise industrielle, on assiste à une véritable montée des grèves, souvent de longue durée et de grande ampleur ; la grève générale devient « le grand moyen d’émancipation : la révolution même » ( Michelle Perrot). Ce phénomène se prolonge en 1890-1891 pour culminer en 1893.

### L’idée de grève générale
En 1888, la Fédération nationale des syndicats organise le congrès syndical du Bouscat, commune du département de la Gironde. Il se révèle à majorité guesdiste. Celui-ci vote en novembre 1888, une résolution qui enregistre les progrès accomplis : «  Considérant que la grève partielle ne peut être qu'un moyen d’agitation et d’organisation, le congrès déclare que seule la grève générale, c’est-à-dire la cessation complète de tout travail, ou la révolution, peut entraîner les travailleurs vers leur émancipation ».
La Fédération nationale des syndicats semble avoir fait un choix clair mais non définitif, même si ce choix est réaffirmé au congrès socialiste de Troyes en décembre 1888, où siègent de nombreux guesdistes très partagés sur cette question de grève générale.
Les guesdistes sont les initiateurs des journées nationales revendicatives des 10 et 14 février 1889, destinés à obtenir des pouvoirs publics la journée de huit heures et le salaire minimum.
Lors du congrès international de juillet 1889, on fixe au premier mai 1890 la journée internationale pour exiger  les huit heures, cette décision renforce chez les anarchistes et les non-guesdistes l’idée de grève générale.
La position des guesdistes étant ambiguë, le Parti Ouvrier décide de se prononcer définitivement en faveur de la grève générale, il le fait à son congrès à Lille en octobre 1890.
Le congrès suivant de la Fédération nationale des syndicats, se tenant à Calais en 1890,  rejette la grève générale sous prétexte que la classe ouvrière n’est pas assez organisée. La fédération se prononce en faveur de la grève générale, lors du congrès syndical de Marseille en 1892.

### Le congrès de Nantes (1894): évènement précipitant la chute de la Fédération
Alors que Paul Lafargue, comme il l’écrit le 5 octobre 1892, « croyait avoir enterré la question »  de la grève générale lors du congrès de Marseille ; la lutte atteint son paroxysme au congrès de Nantes en 1894. En effet les guesdistes lors du congrès nantais votent contre la grève générale. les arguments guesdistes sont défendus par  R.Lavigne.
Anti-guesdistes, anarchistes et dirigeants des Bourses du travail votent en faveur de la grève générale dans le but de mettre en échec la domination guesdiste sur la Fédération nationale des syndicats. La manœuvre réussit quand les guesdistes, incapables de se soumettre à la majorité malgré la représentativité du congrès (1662 syndicats), quittent la salle.
Nantes vote final : 65 pour la grève générale, 37 contre et 9 abstentions. Le congrès de Nantes se sépare en ayant élu un comité de la grève générale, le départ des guesdistes reporte à l'année suivante les grandes décisions du congrès. C'est donc en 1895 (du 23 au 28 septembre) que se tient un nouveau congrès où va naître la CGT.

### La dissolution de la Fédération Nationale du travail
Le congrès de Nantes marque une rupture, la fin de la domination guesdiste sur la Fédération nationale du Travail, qui va alors disparaître rapidement. Le mouvement syndical s'organise en dehors d'eux. La Fédération Nationale du travail s'éteint peu à peu, pour disparaître en 1898.

## Dirigeants
- 1886 : Michel Chavrier
- 1887 : Jean Dormoy
- 1888 : Raymond Lavigne
- 1890 : Alfred Delcluze
- 1892 : Jean Coulet
- 1895 : Étienne Pédron